# 奧斯卡盧薩 (密蘇里州)
奧斯卡盧薩（英語：Oskaloosa）是位於美國密蘇里州巴頓縣的非建制地區。

## 歷史
奧斯卡盧薩的郵局於1894年設立，其後於1953年停運。

## 地理
奧斯卡盧薩所處的海拔為高於海平面262米（即860英呎），而該地所採用的時區為UTC-6，即北美中部時區（CST）。同時該地設有夏令時間，為UTC-6調快一小時，即UTC-5（CDT）。